# Arthrolytus usubai
Arthrolytus usubai is een vliesvleugelig insect uit de familie Pteromalidae. De wetenschappelijke naam is voor het eerst geldig gepubliceerd in 1981 door Kamijo.